# Энервож
Энервож (мар. Эҥервож) — деревня в Звениговском районе Республики Марий Эл. Входит в состав городского поселения Красногорский.

## География
Находится в южной части республики Марий Эл на расстоянии приблизительно 25 км по прямой на север-северо-восток от районного центра города Звенигово.

## История
Известна с 1878 года как выселок с 8 домами и 58 жителями, в 1917 108 жителей, в 1926 139 жителей, в 1999 31 двор и 74 жителя. В советское время работал колхоз «Энервож».

## Население
Население составляло 106 человек (мари 100 %) в 2002 году, 102 в 2010.